# Elijah Ward
Elijah Ward (ur. 16 września 1816 w Sing Sing (obecnie Ossining), zm. 7 lutego 1882 w Roslyn) – amerykański polityk, członek Partii Demokratycznej.

## Działalność polityczna
W okresie od 4 marca 1857 do 3 marca 1859 przez jedną kadencję i ponownie od 4 marca 1861 do 3 marca 1863 przez jedną kadencję był przedstawicielem 7. okręgu, od 4 marca 1863 do 3 marca 1865 przez jedną kadencję przedstawicielem 6. okręgu, a od 4 marca 1875 do 3 marca 1877 przez jedną kadencję przedstawicielem 8. okręgu wyborczego w stanie Nowy Jork w Izbie Reprezentantów Stanów Zjednoczonych.
Jego wujem był Aaron Ward.